# Cabeceiras de Basto
Cabeceiras de Basto es una villa portuguesa del distrito de Braga, región estadística del Norte (NUTS II) y comunidad intermunicipal del Ave (NUTS III), con cerca de 4 400 habitantes.
Es sede de un municipio con 240,88 km² de área y 15 566 habitantes (2021), subdividido en 12 freguesias. El municipio limita al norte con el municipio de Montalegre, al nordeste con Boticas, al este con Ribeira de Pena, al sureste con Mondim de Basto, al sur con Celorico de Basto, al oeste con Fafe y al noroeste con Vieira do Minho.

## Demografía
| Gráfica de evolución demográfica de Cabeceira de Basto entre 1801 y 2021 |
|                                                                          |
| Datos según el nomenclátor publicado por el INE portugués.               |

## Freguesias
Las freguesias de Cabeceiras de Basto son las siguientes:
- Abadim
- Alvite e Passos
- Arco de Baúlhe e Vila Nune
- Basto
- Bucos
- Cabeceiras de Basto
- Cavez
- Faia
- Gondiães e Vilar de Cunhas
- Pedraça
- Refojos de Basto, Outeiro e Painzela
- Rio Douro